# Il traduttore
Il traduttore è un film del 2016 diretto da Massimo Natale.

## Trama
Anna Ritter, rimasta recentemente vedova in circostanze misteriose, manda avanti la galleria antiquaria che porta il nome del marito. Non supera la perdita dell'uomo, tanto da tenere chiusa a chiave la stanza che il marito usava come ufficio. La figlia, durante una visita fatta di nascosto dalla madre, trova un diario che il padre scomparso ha lasciato, scritto nella sua lingua madre, il tedesco.
La madre, visto il bisogno morboso di raccogliere informazioni sul marito scomparso, decide di far tradurre il diario, così una tutor dell’università le presenta Andrei, uno studente rumeno di 22 anni che frequenta la facoltà di Lingue straniere all'università e che conosce diverse lingue. Il giovane collabora con la professoressa nella traduzione di poesie e scritti e per incrementare i pochi soldi della borsa di studio lavora in una pizzeria e traduce interrogatori e intercettazioni di suoi connazionali per una poliziotta della Questura, persona senza scrupoli che non esita a forzare il sistema per fare carriera. 
Andrei è un bel ragazzo, pronto ad usare ogni occasione gli si presenti per uscire dalla povertà e per far venire in Italia la fidanzata. Queste occasioni comprenderanno la sua relazione con Anna e le implicazioni con la tutor e la poliziotta. La storia si sviluppa fra segreti e situazioni scomode, che portano Andrei a cambiare la traduzione del diario e a voler approfittare delle opportunità offerte dall'ambiente che sta frequentando.